# Satubinha
Satubinha este un oraș în unitatea federativă Maranhão (MA), Brazilia.